# Cuichapa, Cuichapa
Cuichapa är en ort i Mexiko.   Den ligger i kommunen Cuichapa och delstaten Veracruz, i den sydöstra delen av landet, 250 km öster om huvudstaden Mexico City. Cuichapa ligger 571 meter över havet och antalet invånare är 8 268.
Terrängen runt Cuichapa är huvudsakligen kuperad, men åt nordväst är den platt. Runt Cuichapa är det ganska tätbefolkat, med 116 invånare per kvadratkilometer. Närmaste större samhälle är Córdoba, 13,7 km norr om Cuichapa. I omgivningarna runt Cuichapa växer huvudsakligen savannskog.